# ネオリウム・テクノロジー
ネオリウム・テクノロジー株式会社（英: Neorium Technology Co.,Ltd.）は、東京都に本社を置き、モデルベース開発におけるモデルの受託開発、制御設計のコンサルティング、及び教育サービス、そしてツールの販売、保守サポートを行っている独立系の企業。

## 概要
元サイバネットシステムズのエンジニア数名により、2000年に設立される。以来、モデルベース開発の支援サービスに主眼を置いた事業を展開してきた。

## 主な事業

### モデル受託開発・コンサルティングサービス
主に、MathWorksの販売するソフトウェアMATLAB/Simulinkを使ってのモデルの受託開発、また制御設計やシステムデザインに特化したコンサルティングを行っている。また、最近ではLabVIEW(National Instruments)やModelicaといったソフトでのモデルベース開発に関する支援サービスの展開も行っている。

### 技術セミナー
MATLAB/Simulink、LabVIEW、そしてModelicaを使った技術セミナーを定期的に開催している。
また以下の定期開催の他に、各顧客に合わせたカスタマイズセミナーも行っている。
(MATLAB/Simulink)
- フィードバック制御入門
- デジタル制御入門
- ロバスト制御
- システム最適化
- システム同定
- ニューラルネットワーク
- 実践的制御技術古典編
- 実践的制御技術現代編

(LabVIEW)
- フィードバック制御入門
- デジタル制御入門

(Modelica)
- Modelica入門

### ソフトウェア販売、保守
veDYNA(車両挙動シミュレーションツール/TESIS DYNAware)
- MATLAB/Simulinkによって作られた車両挙動シミュレーションの為のコンポーネントモデルを持ったソフトウェア。

enDYNA(エンジンシミュレーションツール/TESIS DYNAware)
- MATLAB/Simulinkによって作られたエンジンシミュレーションの為のコンポーネントモデルを持ったソフトウェア。

DYMOLA(物理モデリングツール/Dassault Systemes)
- Modelicaによって記述された部品モデルによって構成されており、アイコンベースで簡単に物理系のモデリングを可能とするソフトウェア。MATLAB/SimulinkにS-functionとして取り込むことが可能

## その他
ソフトウェアの開発だけではなく、ハードウェアのベンダーと協力しHILS装置を開発したこともある。特に2010年には、日本ナショナルインスツルメンツ株式会社、マックシステムズ株式会社と3社共同で"HEVフルビークルHILS"の開発に成功。同年の『人とくるまのテクノロジー展』にて発表した。